# Liga Árabe del Golfo 2014-15
La UAE Pro-League 2014-15 (también conocida como Liga Árabe del Golfo o Etisalat Pro League por motivos de patrocinio) fue la 40ma temporada de fútbol de la máxima categoría de los Emiratos Árabes Unidos. 
La liga inició el 15 de septiembre de 2014 y concluyó el 12 de mayo de 2015. Participaron catorce equipos, con el Al Ahli como el defensor del título después de conseguir su sexta corona, la última obtenida en la temporada 2008-2009.
El Al Ain FC se coronó campeón por décima segunda vez, a falta de 3 jornadas para finalizar el torneo.

## Equipos
Los clubes Al Shaab y Dubái Club fueron relegados a la División 1 de EAU y sustituidos por: Al Ittihad Kalba, campeón de la División 1 de EAU 2013-14, y el Al-Fujairah.

### Datos generales
| Equipo      | Ciudad        | Emirato      | Entrenador       | Estadio           | Aforo  |
| ----------- | ------------- | ------------ | ---------------- | ----------------- | ------ |
| Ajman       | Ajman         | Ajman        | Manuel Cajuda    | Ajman             | 10,000 |
| Al Ahli     | Dubái         | Dubái        | Cosmin Olăroiu   | Al-Rashid         | 18,000 |
| Al Ain      | Al Ain        | Abu Dhabi    | Zlatko Dalić     | Hazza bin Zayed   | 25,000 |
| Al Jazira   | Abu Dhabi     | Abu Dhabi    | Eric Gerets      | Al Jazira         | 42,056 |
| Al Nasr     | Dubái         | Dubái        | Ivan Jovanovic   | Al-Maktoum        | 12,000 |
| Al Shabab   | Dubái         | Dubái        | Javier Aguirre   | Rashid Al Maktoum | 12,000 |
| Al Wasl     | Dubái         | Dubái        | Gabriel Calderón | Zabeel            | 12,000 |
| Baniyas SC  | Abu Dhabi     | Abu Dhabi    | Luis García      | Baniyas           | 9,570  |
| Dhafra      | Madinat Zayed | Abu Dhabi    | Marin Ion        | Al Dhafra         | 12,000 |
| Emirates    | Ras al-Jaima  | Ras al-Jaima | Paulo Comelli    | Emirates Club     | 5,000  |
| Al-Fujairah | Fujairah      | Fujairah     | Ivan Hašek       | Fujairah Club     | 35,000 |
| Al Ittihad  | Kalba         | Sharjah      | Eucal Eutrópio   | Ittihad Kalba     | 3,000  |
| Sharjah     | Sharjah       | Sharjah      | Paulo Bonamigo   | Sharjah           | 18,000 |
| Al-Wahda    | Abu Dhabi     | Abu Dhabi    | Sami Al Jaber    | Al-Nahyan         | 12,000 |

### Jugadores extranjeros
El número de jugadores extranjeros es restringido a 4 por equipo.
| Club        | Visa 1              | Visa 2              | Visa 3            | Visa 4            |
| ----------- | ------------------- | ------------------- | ----------------- | ----------------- |
| Ajman       | Driss Fettouhi      | Boris Kabi          | Rafael Crivellaro | Ahmad Ibrahim     |
| Al Ahli     | Éverton Ribeiro     | Luis Jiménez        | Oussama Assaidi   | Kwon Kyung-won    |
| Al Ain      | Asamoah Gyan        | Jirès Kembo Ekoko   | Ibrahim Diaky     | Lee Myung-Joo     |
| Al Dhafra   | Bilal Najjarin      | Youssef Kaddioui    | Makhete Diop      | Humam Tariq       |
| Al Jazira   | Jucilei             | Mirko Vučinić       | Manuel Lanzini    | Jonathan Pitroipa |
| Al Nasr     | Renan Garcia        | Pablo Hernández     | Ibrahima Toure    | Brett Holman      |
| Al Ittihad  | Papa Waigo          | Danilo Bueno        | Said Fettah       | Paulo Cesar       |
| Al Shabab   | Edgar               | Carlos Villanueva   | Henrique Luvannor | Azizbek Haydarov  |
| Al Sharjah  | Maurício Ramos      | Marion              | Wanderley         | Rodriguinho       |
| Al-Wahda    | Damián Díaz         | Sebastián Tagliabué | Adil Hermach      | Hussain Fadhel    |
| Al Wasl     | Fábio Lima          | Éderson             | Caio              | Hugo Viana        |
| Baniyas     | Denis Stracqualursi | Joan Verdú          | Ángel Dealbert    | Imad Khalili      |
| Al-Fujairah | Boubacar Sanogo     | Karim Ziani         | Madjid Bougherra  | Hassan Maatouk    |
| Emirates    | Issam Erraki        | Alexandro           | Luiz Henrique     | Shin Jin-ho       |

## Tabla de posiciones
|     | Equipos de fútbol   | PJ | G  | E  | P  | GF | GC | Dif | Pts |
| --- | ------------------- | -- | -- | -- | -- | -- | -- | --- | --- |
| 01. | Al Ain(C)           | 26 | 18 | 6  | 2  | 62 | 19 | +43 | 60  |
| 02. | Al Jazira           | 26 | 16 | 3  | 7  | 66 | 46 | +20 | 51  |
| 03. | Al Shabab Al Arabi  | 26 | 14 | 7  | 5  | 49 | 35 | +14 | 49  |
| 04. | Al-Wahda            | 26 | 13 | 8  | 5  | 44 | 32 | +12 | 47  |
| 05. | Al Nasr             | 26 | 10 | 9  | 7  | 43 | 32 | +11 | 39  |
| 06. | Al Wasl             | 26 | 10 | 9  | 7  | 53 | 45 | +8  | 39  |
| 07. | Al Ahli             | 26 | 10 | 8  | 8  | 35 | 27 | +8  | 38  |
| 08. | Baniyas SC          | 26 | 9  | 8  | 9  | 42 | 37 | +5  | 35  |
| 09. | Al-Fujairah         | 26 | 9  | 5  | 12 | 23 | 45 | -22 | 32  |
| 10. | Emirates Club       | 26 | 8  | 6  | 12 | 34 | 45 | -11 | 30  |
| 11. | Al Dhafra           | 26 | 5  | 12 | 9  | 31 | 33 | -2  | 27  |
| 12. | Al Sharjah SC       | 26 | 7  | 5  | 14 | 36 | 43 | -7  | 26  |
| 13. | Ajman Club(D)       | 26 | 2  | 9  | 15 | 27 | 60 | -33 | 15  |
| 14. | Al Ittihad Kalba(D) | 26 | 3  | 1  | 22 | 17 | 63 | -46 | 10  |

Pts = Puntos; PJ = Partidos jugados; G = Partidos ganados; E = Partidos empatados; P = Partidos perdidos; GF = Goles anotados; GC = Goles recibidos; Dif = Diferencia de goles

(C) = Campeón; (D) = Descendido; (P) = Promovido; (E) = Eliminado; (O) = Ganador de Play-off; (A) = Avanza a siguiente ronda.

Fuente:
|  | Liga de Campeones de la AFC 2016                         |
|  | Ronda de Play-Off de la Liga de Campeones de la AFC 2016 |
|  | Copa de Clubes Campeones del Golfo 2016                  |
|  | Descenso a la División 1 de EAU                          |

## Estadísticas

### Goleadores
Actualizado hasta el 2 de mayo de 2015.
| Lugar | Jugador        | Equipo    | Goles |
| ----- | -------------- | --------- | ----- |
| 1     | Mirko Vučinić  | Al Jazira | 25    |
| 2     | Ibrahima Toure | Al Nasr   | 17    |
| 3     | Wanderley      | Sharjah   | 16    |
| 3     | Caio           | Al Wasl   | 16    |
| 5     | Ali Mabkhout   | Al Jazira | 15    |
| 5     | Fábio Lima     | Al Wasl   | 15    |
| 7     | Éderson        | Al Wasl   | 14    |
| 8     | Asamoah Gyan   | Al Ain    | 13    |

### Asistentes
Actualizado hasta el 22 de marzo de 2015.
| Posición | Jugador           | Club      | Asistencias |
| -------- | ----------------- | --------- | ----------- |
| 1        | Jonathan Pitroipa | Al Jazira | 8           |
| 2        | Edgar             | Al Shabab | 7           |
| 2        | Damián Díaz       | Al Wahda  | 7           |
| 2        | Carlos Villanueva | Al Shabab | 7           |
| 2        | Miroslav Stoch    | Al Ain    | 7           |
| 3        | Mohamed Al-Shehhi | Al Wahda  | 6           |
| 3        | Fábio Lima        | Al Wasl   | 6           |